# يون غونلاوغسون
يون غونلاوغسون هو لاعب كرة قدم آيسلندي في مركز الدفاع، ولد في 19 ديسمبر 1949 في آيسلندا. شارك مع منتخب آيسلندا لكرة القدم.

## وصلات خارجية
- يون غونلاوغسون على موقع قاعدة بيانات كرة القدم.إي يو (الإنجليزية)